# برخ‌آمباخت
برخ‌آمباخت (به هلندی: Bergambacht) یک منطقهٔ مسکونی در هلند است که در هلند جنوبی واقع شده‌است. برخ‌آمباخت ۱ متر بالاتر از سطح دریا واقع شده‌است.